# Izak van der Merwe
Izak van der Merwe (n, 26 de enero de 1984 en Johannesburgo, Sudáfrica) es un jugador de tenis sudafricano. En su carrera no ha conquistado torneos a nivel ATP y su mejor posición en el ranking fue Nº141 en febrero de 2011. Su mejor logro es haber llegado a semifinales de un torneo de ATP, fue en el Torneo de Johannesburgo de 2011, Izak eliminó a Stéphane Robert, Dustin Brown y Simon Greul, finalmente Somdev Devvarman le derrotó por 2-6 y 4-6.